# Трион
Трио́н — квазичастица, представляющая собой тройку связанных кулоновскими силами электронов и дырок. Соответственно может состоять либо из двух дырок и одного электрона (положительный трион), либо двух электронов и одной дырки (отрицательный трион). Может существовать в синглетном состоянии со спином 1/2 и триплетном со спином 3/2. Трион образуется при экситон-электронном взаимодействии и в некотором смысле является ионизированным экситоном:
{\displaystyle e^{-}+X\rightarrow X^{-}}
{\displaystyle h^{+}+X\rightarrow X^{+}}
Основной характеристикой триона является отношение эффективных масс электрона и дырки:
{\displaystyle \sigma ={\frac {m_{e}^{*}}{m_{h}^{*}}}}
Причём, положительный трион с отношением масс {\displaystyle \sigma } будет иметь ту же волновую функцию, что и отрицательный трион с соотношением масс {\displaystyle {\frac {1}{\sigma }}}

## Открытие
Теоретически существование трионов было предсказано Мюрреем Лампертом в 1958 году. Экспериментально отрицательные трионы были обнаружены в 1992 году, положительные — в 1995.
Тем не менее, существуют серьезные дебаты об истинной физической природе данных частиц: «чистый» трион представляет собой делокализованное состояние (для случая квантовой ямы — в её плоскости), в то же время недавние экспериментальные результаты
указывают на существенную роль связывающих примесей в реальных гетероструктурах.